# Grobbendonk
Grobbendonk – miejscowość i gmina (gemeente) w Belgii, w Regionie Flamandzkim, w prowincji Antwerpia, w okręgu Turnhout. 1 stycznia 2024 roku liczyła 11 607 mieszkańców.

## Demografia
- Źródła: NIS, od 1806 do 1981= według spisu; od 1990 liczba ludności w dniu 1 stycznia

1 stycznia 2024 całkowita populacja Grobbendonk liczyła 11 607 osób. Łączna powierzchnia gminy wynosi 28,37 km², co daje gęstość zaludnienia 409 mieszkańców na km².

## Podział administracyjny
W skład gminy wchodzi jedna dzielnica (deelgemeente):
- Bouwel